# Derorhynchus
Derorhynchus singularis es una especie extinta de marsupial didelfimorfo de la familia Didelphidae. Vivió en el Paleoceno Superior y es conocido por restos fósiles procedentes de Itaboraí en Brasil.